# Rivière-Bleue
Rivière-Bleue est une municipalité canadienne de près de 1 500 habitants faisant partie de la municipalité régionale de comté du Témiscouata située dans l'Est du Québec au Bas-Saint-Laurent près de la frontière avec les États-Unis et le Nouveau-Brunswick. Le territoire de la municipalité comprenant deux lacs est un bon site de villégiature.

## Toponymie
Le toponyme de la municipalité est directement emprunté à la rivière Bleue qui coule à cet endroit. L'endroit a d'abord été connu sous le nom de Saint-Joseph-de-la-Rivière-Bleue. Les gentilés sont nommés Riverains et Riveraines.

## Histoire
Les premiers habitants de l'endroit sont arrivés vers 1860. Ce sont en fait des pionniers d'origine écossaise venus des États-Unis et des gens de Saint-François-de-Madawaska au Nouveau-Brunswick. La mission catholique est fondée en 1874 sous le nom de Saint-Joseph-de-la-Rivière-Bleue. Le bureau de poste est ouvert en 1910. La paroisse catholique est érigée canoniquement et la municipalité de paroisse est créée officiellement en 1914 en reprenant toutes deux le nom de la mission. Pendant la période de la prohibition, Rivière-Bleue est populaire pour ces bootleggers. Depuis 2009, le Festival du Bootlegger a lieu pour se remémorer leur histoire. En 1920, la municipalité de village du même nom est créée. De 1937 à 1945, des carrières de calcaire sont exploitées. La municipalité de paroisse et la municipalité de village fusionnent en 1975 pour former l'actuelle Rivière-Bleue. C'est l'une des localités organisatrices du Ve Congrès mondial acadien en 2014.

### Héraldique
| Courage sans peur |
| ----------------- |

| L'écu de Rivière-Bleue se blasonne ainsi : D'argent à une fasce ondée d'azur, accompagnée de trois anilles de gueules, deux et une. |

## Géographie

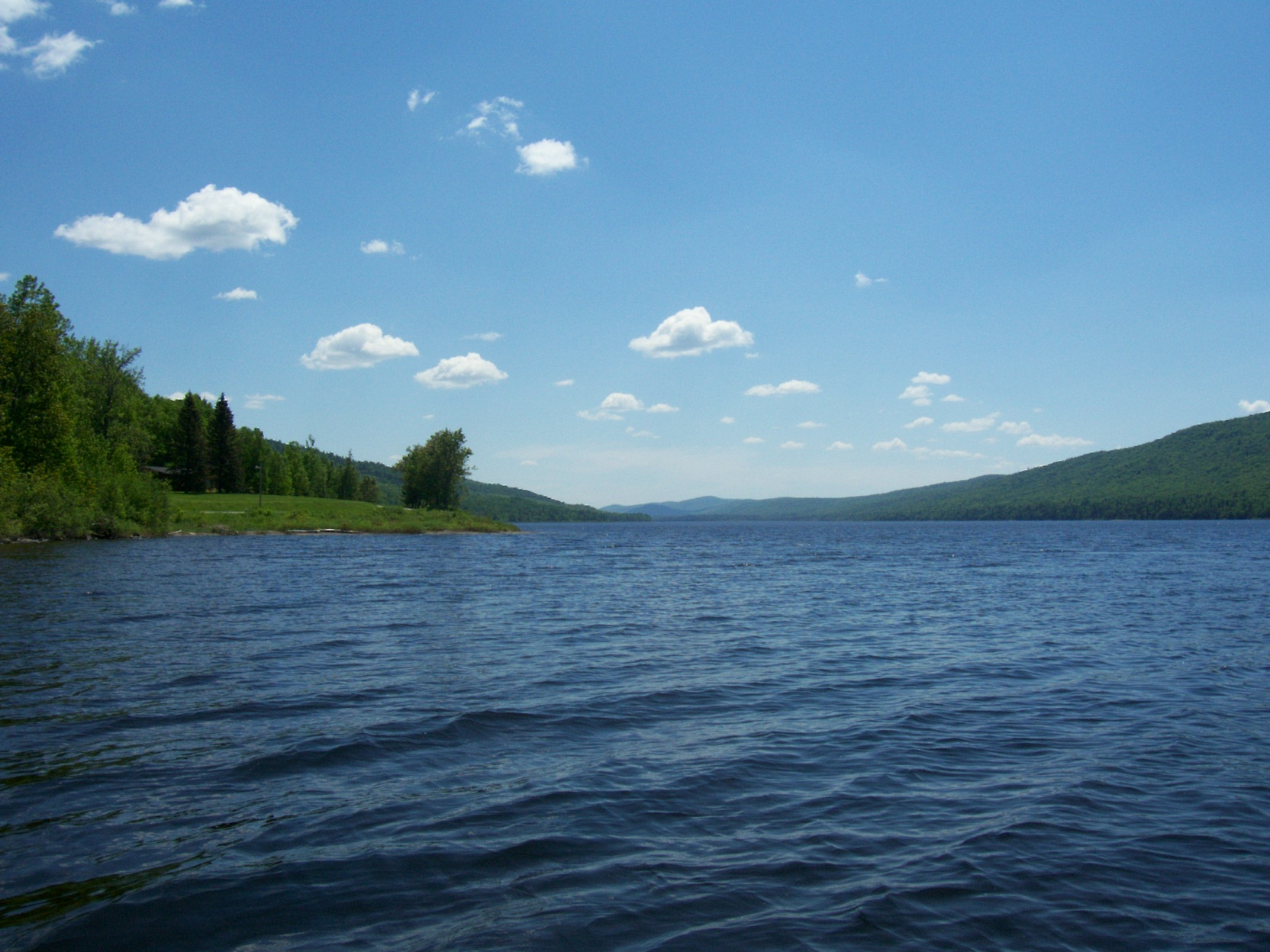
Le lac Beau à Rivière-Bleue en juin 2007

Rivière-Bleue est située sur le versant sud du fleuve Saint-Laurent à 250 km au nord-est de Québec et à 510 km au sud-ouest de Gaspé. Le village est situé près de la frontière avec les États-Unis et le Nouveau-Brunswick. En fait, le point où se rencontrent les trois frontières est situé à Rivière-Bleue,. Les villes importantes près de Rivière-Bleue sont Pohénégamook à 15 km à l'ouest, Rivière-du-Loup à 80 km au nord-ouest ainsi que Témiscouata-sur-le-Lac à 35 km au nord-est. La rivière Saint-François borne le territoire de la municipalité à l'ouest et constitue en fait une frontière naturelle qui sépare le Canada et les États-Unis. La route 289 est la principale voie de communications du village et relie le Nouveau-Brunswick au Maine. Le nom touristique de la route est justement la Route des Frontières.
Le territoire de la municipalité couvre une superficie de 180 km2,. Celui-ci se situe au pied du lac Long et comprend le lac Beau. La topographie du territoire comprend un plateau ondulé par des vallées créées par la rivière Saint-François. L'altitude de la municipalité est de 204 mètres.
La rivière Saint-François, qui délimite l'ouest de la municipalité, y coule vers le sud. La rivière Bleue la traverse du nord au sud jusqu'à sa confluence avec la rivière Saint-François. La Petite rivière Bleue en traverse le nord-ouest jusqu'à sa confluence avec la rivière Bleue dans le nord de la municipalité.

## Démographie
| 1996  | 2001  | 2006  | 2011  | 2016  | 2021  |
| ----- | ----- | ----- | ----- | ----- | ----- |
| 1 517 | 1 477 | 1 407 | 1 299 | 1 230 | 1 261 |

Selon Statistiques Canada, la population de Rivière-Bleue était de 1 407 habitants en 2006. La tendance démographique des dernières années suit celle de l'Est du Québec, c'est-à-dire une décroissance. En effet, en 2001, la population était de 1 477 habitants. Cela correspond à un taux de décroissance de 4,7 % en cinq ans. L'âge médian de la population riveraine est de 48 ans.
Le nombre total de logements privés dans la municipalité est de 727. Cependant, seulement 616 de ces logements sont occupés par des résidents permanents. La majorité des logements de Rivière-Bleue sont des maisons individuelles.
Selon Statistiques Canada, 0,7 % de la population de Rivière-Bleue est issue de l'immigration. Tous les immigrants de la municipalité sont arrivés au Canada avant 1991. 98,9 % de la population a le français comme langue maternelle, le restant ayant l'anglais. 13,7 % de la population maitrise les deux langues officielles et tout le monde maitrise le français. Selon Statistiques Canada, 1,5 % de la population a une identité autochtone.
Le taux de chômage dans la municipalité était de 9,8 % en 2006. Le revenu médian des Riverains était de 17 030 $ en 2005.
36,4 % de la population de 15 ans et plus de Rivière-Bleue n'a aucun diplôme d'éducation. 41,8 % de cette population a seulement le diplôme d'études secondaires ou professionnelles. Tous les diplômés de Rivière-Bleue ont effectué leurs études à l'intérieur du Canada. Le principal domaine d'études des Riverains est « l'architecture, le génie et les services connexes ».

## Administration
Le conseil municipal de Rivière-Bleue est composé d'un maire et de six conseillers élus en bloc à tous les quatre ans sans division territoriale.
| Mandat      | Fonction    | Nom,                |
| ----------- | ----------- | ------------------- |
| 2013 - 2017 | Maire       | Claude H. Pelletier |
| 2013 - 2017 | Conseillers |                     |
| 2013 - 2017 | #1          | Thérèse Beauregard  |
| 2013 - 2017 | #2          | Valérie Nadeau      |
| 2013 - 2017 | #3          | Christiane Roy      |
| 2013 - 2017 | #4          | Jacquelin Gagné     |
| 2013 - 2017 | #5          | Marcel Beauregard   |
| 2013 - 2017 | #6          | Hermann Fortin      |

| Rivière-Bleue Maires depuis 2001                                                                                      |                     |         |          |
| Élection | Maire               | Qualité | Résultat |
| 2001 | Fernand Morin       |         | Voir     |
| 2005 | Marcel Landry       |         | Voir     |
| 2009 | Marcel Landry       | Voir    |          |
| 2011 | Claude H. Pelletier |         | Voir     |
| 2013 | Claude H. Pelletier | Voir    |          |
| 2017 | Claude H. Pelletier | Voir    |          |
| 2021 | Claude H. Pelletier | Voir    |          |
| Élection partielle en italique Depuis 2005, les élections sont simultanées dans toutes les municipalités québécoises. |                     |         |          |

De plus, Claudie Levasseur est la directrice-générale, la secrétaire-trésosière et la coordonnatrice en mesures d'urgences de la municipalité.

## Vivre à Rivière-Bleue

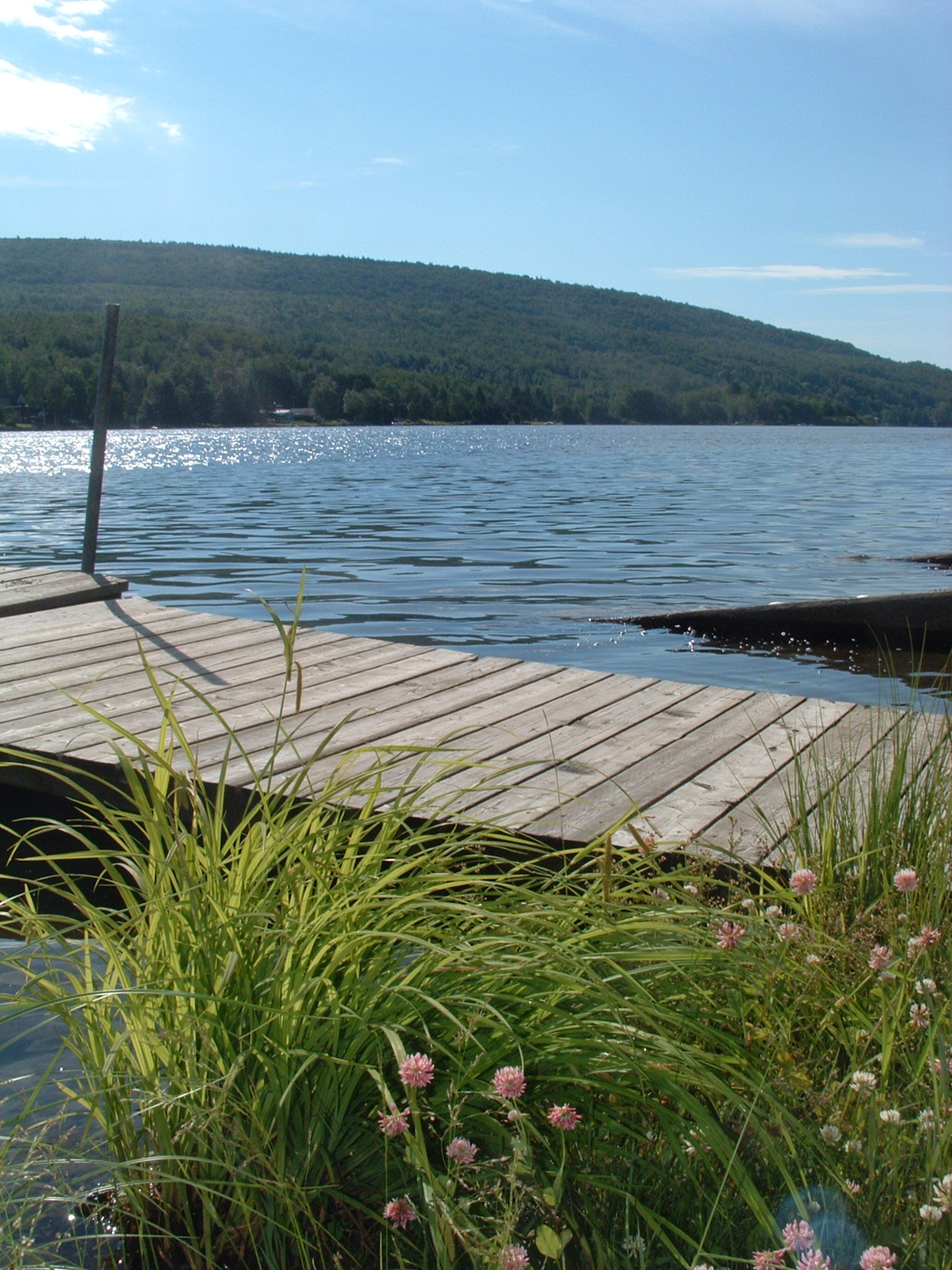
Débarcadère au lac Long à Rivière-Bleue en juillet 2008

Un important tournoi de pêche se tient annuellement à Rivière-Bleue. De plus, plusieurs activités nautiques peuvent être pratiquées sur le lac Long. Un sentier pédestre nommé Le Bootleger d'une longueur de 4 km permet de visiter les paysages du lac Long,. L'hiver, un sentier de ski de fond nommé Les Appalaches d'une longueur de 7 km est aménagé. Celui-ci peut également être utilisé en raquettes.
Les activités économiques principales de Rivière-Bleue sont l'agriculture et l'exploitation forestière,. Plusieurs petits commerces y sont également installés.

## Culture

### Patrimoine
La Vieille gare de Rivière-Bleue qui a été construite en 1913 fait partie du patrimoine architectural de la municipalité en plus d'être l'hôte de présentations sur l'histoire et l'artisanat,.
L'église de la paroisse de Saint-Joseph-de-la-Rivière-Bleue a été construite en 1920. Elle présente une exposition sur tous les prêtres de la paroisse depuis 1862.
La chapelle évangélique baptiste a également été construite en 1920. Elle fait aujourd'hui partie du patrimoine religieux québécois.
La Corporation du patrimoine de Rivière-Bleue est un organisme à but non lucratif (OBNL) incorporé le 3 août 2006. Elle a pour but de sauvegarder le patrimoine de Rivière-Bleue. Sa première réalisation fut la réhabilitation de la seule gare à avoir été conservée sur la voie ferrée de la région du Transcontinental.

### Personnalités connues
- Claude Théberge (1934 - 2008) peintre
- David Pelletier ( - ), acteur et chanteur
- Jacques Langlais (1921 - 2008) Chercheur, historien et rédacteur
- Jean-Maurice Simard (1931 - 2001), comptable agréé et homme politique
- Réal Bossé (1962 - ) acteur
- Alfred Bossé (1925 - 2001) homme politique